# Don't Make Em like You
Don't Make Em like You è un singolo del cantante statunitense Ne-Yo, pubblicato nel 2012 ed estratto dall'album R.E.D. Il brano è stato realizzato con la collaborazione del rapper statunitense Wiz Khalifa.
Del brano non ne è stato estratto alcun video musicale. Il brano, commercialmente parlando, risulta il più grande flop di Ne-Yo.

## Tracce
- Download digitale

1. Don't Make Em like You (featuring Wiz Khalifa) – 4:10

## Classifiche
| Classifica (2012)                  | Posizione più alta |
| ---------------------------------- | ------------------ |
| US Billboard Hot R&B/Hip-Hop Songs | 47                 |